# 시원스쿨
시원스쿨은 2006년에 설립된 대한민국의 교육 기업 에스제이더블유인터내셔널의 브랜드이다.